# Ligeria angusticornis
Ligeria angusticornis là một loài ruồi trong họ Tachinidae.